# Batrachorhina vagepicta
Batrachorhina vagepicta là một loài bọ cánh cứng trong họ Cerambycidae.